# Sydney Schneider
Pour les articles homonymes, voir Schneider.
Sydney Schneider, née le 31 août 1999 à Dayton, est une footballeuse internationale jamaïcaine qui évolue au poste de gardien de but pour l'équipe de football nationale jamaïcaine.

## Biographie

### Jeunesse
Schneider née et grandit à Dayton, dans le New Jersey. Elle fréquente l'école secondaire de South Brunswick.

### Carrière en club
En février 2017, Schneider rejoint les UNC Wilmington Seahawks, le club de l'université de Caroline du Nord à Wilmington. Pour sa première saison, elle est titulaire lors des 19 matchs du championnat, devenant le deuxième gardien de l'histoire de l'université à jouer chaque minute de la saison.

### Carrière internationale
Schneider peut jouer pour les États-Unis (son lieu de naissance et celui de sa mère), mais également l'Allemagne (le lieu de naissance de son père biologique) ou pour la Jamaïque (le lieu de naissance de ses grands-parents maternels),. Elle refuse de jouer pour l'équipe jamaïcaine des moins de 17 ans en 2015, mais accepte en 2016, représentant la Jamaïque au championnat de la CONCACAF des moins de 17 ans.
Lors du championnat féminin des moins de 20 ans de la CONCACAF 2018, Schneider dispute les trois matches de groupe de la Jamaïque. Les joueuses jamaïcaines terminent dernières de leur groupe.
Schneider est ensuite sélectionnée en équipe nationale jamaïcaine pour disputer le Championnat féminin de la CONCACAF 2018. Lors du deuxième match de groupe contre le Costa Rica, Schneider est nommée joueuse du match après avoir effectué quelques arrêts clés.
L'entraîneur Hue Menzies choist Schneider comme première gardienne pour la Coupe du monde féminine 2019. Lors de ses débuts contre le Brésil, elle arrête un penalty et réalise de nombreux arrêts, ce qui n'empêche pas la défaite des jamaïcaines sur le score de 0-3,.

## Vie privée
Schneider est issue d'une famille multiculturelle. Son père biologique, Ernie, est allemand. Sa mère, Andrea, est née aux États-Unis d'un père né en Jamaïque et d'une mère jamaïcaine et son beau-père David est d'origine polonaise.